# Autoroute Bata Ayak N'Tang
En Guinée équatoriale, l’Autoroute Bata - Ayak N'Tang relie Bata à Ayak N'Tang.

## Ouvrages importants sur son tracé
- 160 ouvrages hydrauliques
- 09 ouvrages d'art
- 14 millions de m3 de terrassement
- 02 millions de tonnes de concassage
- 100 000 m3 de béton
- 01 million de tonnes d'enrobés
- 25 cm de couche de forme en latérite
- 12 cm de grave bitume
- 02 cm de béton bitumeux
- 15 cm de 0/31.5
- 2 000 personnes ayant effectué 18 millions d'heures de travail

## Sorties
- Échangeur entre  et {{{2}}}
- Aire de service
- Aire de repos
- Barrière de péage de

## Lieux sensibles
Les entrées et sorties de Bata en heures de pointe s'avèrent souvent délicates.

## Lieux visitables situés à proximité
- Bata

## Éclairage
Autoroute non éclairée.

## À noter
- L'autoroute est gratuite.
- ... FM couvre l'autoroute.
- Sa longueur est de 84 km.